# Аничков Микола Миколайович
Мико́ла Микола́йович Ани́чков (рос. Николай Николаевич Аничков; 21 жовтня (3 листопада) 1885, Санкт-Петербург — 7 грудня 1964, Ленінград) — російський патолог, академік АН СРСР (з 1939) та дійсний член АМН СРСР (з 1944; 1946—1953 — її президент).

## Біографічні відомості
Народився в Санкт-Петербурзі. Закінчив Військово-медичну академію (1909). З 1920 керівник кафедр пат. фізіології та патологічної анатомії у вузах Ленінграда, завідувач відділом патологічної анатомії Інституту експериментальної медицини.
Депутат Верховної Ради СРСР 2-го скликання.

## Наукова діяльність
Наукова діяльність Аничкова має експериментальний напрям; праці його присвячені захисним пристосуванням організму, інфекційної патології, процесові загоєння ран, проблемі атеросклерозу та ін.
Дослідження А. з проблеми атеросклерозу лягли в основу сучасних уявлень про це захворювання.
Аничков є автором підручника з патологічної фізіології.

## Відзнаки і нагороди
Нагороджений 2 орденами Леніна та іншими. Сталінська премія, 1942.
Твори
- Підручник патологічної фізіології. К., 1936.